# Старое Султангулово
Ста́рое Султангу́лово (тат. Иске Солтангол) — село в Актанышском районе Республики Татарстан, в составе Старобугадинского сельского поселения.

## Этимология названия
Первопоселенец села — башкир Байлярской волости Салтангул Сырметев упоминается в документе 1742 года:

«башкир д. Салтангуловой Байлярской волости Салтангул Сырметев с тов. обвинял старшину Енейской волости Ермухамета Ибраева в сходстве из Казанскаго уезду, в сборе з башкирцев лошадей, 40 овец, пансырей (защитные доспехи), кажбовов (кашмау – женский головной убор, украшенный кораллами) и в бое башкирцев и назывании себя воеводою»— 

## История
Село основано в XVII веке. Основное население села – башкиры-припущенники Богадинской тюбы Енейской волости, которые являлись бывшими вотчинниками Салагушевой тюбы Байлярской волости. 
В 1795 году проживали 164 башкира; в 1834 году — 381 башкир (9 многоженцев). В 1816 году взят на учет сын первопоселенца — 59-летний Усай Султангулов.
В 1816 году башкир Валит Муртазин показал, что «наперед сего жили они Байлярской волости Салагушской тюбы, и с которой по согласию и по учинению с башкирами Богадинской тюбы Енейской волости деревни Богадах между ими записи на вечность 1724 года (в другом документе: 1742 г.) 21 сентября перешли предки их и поселились на речке Сарсазе, с которых времен и поныне жывут безоброчно. В той деревне 15 дворов, их мужского пола 82 души».

## Население
| 1795 | 1834 | 1859 | 1870 | 1884 | 1897 | 1906 | 1913 | 1920 | 1926 | 1938 | 1949 | 1958 | 1970 | 1979 | 1989 | 2002 | 2010 | 2015 |
| ---- | ---- | ---- | ---- | ---- | ---- | ---- | ---- | ---- | ---- | ---- | ---- | ---- | ---- | ---- | ---- | ---- | ---- | ---- |
| 164  | 364  | 550  | 588  | 741  | 751  | 955  | 1060 | 939  | 776  | 568  | 398  | 336  | 392  | 334  | 201  | 163  | 149  | 163  |

Национальный состав села: татары.